# Архиепархия Лондрины
 Архиепархия Лондрины  (лат. Archidioecesis Londrinensis) — архиепархия Римско-Католической церкви с центром в городе Лондрина, Бразилия. В митрополию Лондрины входят епархии Апукараны, Жакарезинью, Корнелиу-Прокопиу. Кафедральным собором архиепархии Лондрины является церковь Святейшего Сердца Иисуса.

## История
1 февраля 1956 года Римский папа Пий XII издал буллу «Latissimas partire», которой учредил епархию Лондрины, выделив её из епархии Жакарезинью. Первоначально епархия Лондрины входила в митрополию Куритибы.
31 октября 1970 года Римский папа Павел VI выпустил буллу «Aeternae animorum», которой возвёл епархию Лондрины в ранг архиепархии.

## Ординарии архиепархии
- епископ Geraldo Fernandes Bijos (1956—1970);
- архиепископ Geraldo Fernandes Bijos (1970—1982);
- архиепископ Жералду Мажела Агнелу (1982—1991);
- архиепископ Albano Bortoletto Cavallin (1992—2006);
- архиепископ Орланду Брандес (2006—2016);
- архиепископ Geremias Steinmetz (14.06.2017 — по настоящее время).

## Источник
- Annuario Pontificio, Libreria Editrice Vaticana, Città del Vaticano, 2003, ISBN 88-209-7422-3